# Moschea del Re Abdelaziz
La moschea del Re Abdelaziz, chiamata anche Mezquita de Marbella, è un tempio islamico situato nella città di Marbella, provincia di Malaga, Spagna.
Fu fatta costruire nel 1981 dal principe Salman per rendere onore al monarca saudita re Fahd.
Come per le moschee di Fuengirola e di Malaga i finanziamenti arrivano dall'Arabia Saudita dalla corrente wahabí, predominante in Arabia e di tendenza conservatore.
L'edificio è un esempio di architettura andalusa contemporanea ispirata all'architettura araba, ed è opera dell'architetto di Cordova Juan Mora.
Ha una capacità di oltre 800 persone ed ospita gli alloggi dell'Imam, una biblioteca e dispone di giardini.